# 하준석 (1898년)
하준석(河駿錫, 일본식 이름: 河本駿錫고모토 슌세키, 1898년 4월 28일 ~ 1976년 1월 21일)은 일제강점기부터 활동한 대한민국의 기업인으로, 본적은 경상남도 창녕군 창녕면이다.

## 생애
경상남도 창녕군의 부유한 집안에서 태어나 일본에 유학하여 와세다 대학을 졸업했다. 창녕 지역의 유지에서 시작하여 기업인으로 경력을 쌓던 중 1935년 선만(鮮滿) 개척 설립위원에 임명되었고, 조선사회사업협회 이사와 국방교육회 부이사장을 지냈으며, 만주 선양의 동광학원 이사 등을 맡아 친일 활동을 했다.
1935년 총독부가 편찬한 《조선공로자명감》에 조선인 공로자 353명 중 한 명으로 수록되어 있다. 당시 직책은 영남자동차주식회사 사장으로 되어 있다. 1938년에는 북지위문단 소속으로 중국 전선의 일본군을 위문하였고, 1939년 6월부터 1942년 6월까지 조선총독부 중추원 참의를 역임했다.
1934년부터 최린의 천도교 신파가 조직한 시중회 이사로 활동하는 등 친일 단체에서도 활동했다. 1938년 국민정신총동원조선연맹에 가담하고 국민총력조선연맹(1940년), 조선임전보국단(1941년)에도 참가하였으며, 이 기간 중 징병제와 지원병제 등을 홍보하는 강연, 좌담회에 참석했다.
광복 후에는 대한승마협회 전신인 조선승마협회의 이사를 맡았고, 금융인 민규식 등과 함께 이승만을 지지하는 우익 정치 활동을 했다. 1949년 반민족행위특별조사위원회에 체포되어 재판을 받았으나 풀려난 바가 있다.
2002년 발표된 친일파 708인 명단과 2008년 민족문제연구소에서 친일인명사전에 수록하기 위해 정리한 친일인명사전 수록예정자 명단에 모두 포함되었으며 2009년 친일반민족행위진상규명위원회가 발표한 친일반민족행위 705인 명단에도 포함되었다.

## 같이 보기
- 조선임전보국단

## 참고 자료
- 전갑생 (2003년 8월 8일). “하준석, "성전에 충성 다해라" 외친 친일파 - 종로에 빌딩 세운 자본가에서 중추원 참의 지낸 '친일광분자'”. 오마이뉴스. 2007년 10월 19일에 확인함.